# Creditas
A Creditas é uma startup brasileira de destaque no setor de serviços financeiros (fintech), consolidando-se, em 2025, como a principal plataforma online de crédito com garantia do Brasil. A empresa oferece soluções financeiras inovadoras por meio de quatro produtos principais: empréstimo com garantia de imóvel, empréstimo com garantia de veículo, empréstimo consignado privado e financiamento de veículo..
Fundada em 2012 como BankFacil pelo espanhol Sergio Furio, a Creditas teve seu início como um marketplace que comparava preços de produtos financeiros, conectando clientes a instituições financeiras tradicionais. Em 2016, a empresa deu um passo importante ao originar seus primeiros créditos com garantia de imóvel e de veículo. No ano seguinte, a fintech passou por uma transformação significativa, alterando seu nome para Creditas, refletindo sua nova proposta e foco no mercado de crédito com garantia..
Com sede em São Paulo, a Creditas possui escritórios de tecnologia em Madrid e Valência, na Espanha, e em Porto Alegre e Recife, no Brasil. Em 2020, a empresa expandiu seus serviços para o México, ampliando sua presença internacional e consolidando sua atuação no mercado latino-americano.
Em 2021, a Creditas foi avaliada em US$ 4,8 bilhões, consolidando-se como uma das principais fintechs da América Latina e destacando seu crescimento no mercado de crédito digital. Em 19 de janeiro, a Pipeline publicou que a Creditas poderia alcançar um valuation de US$ 10 bilhões caso viesse a realizar sua abertura de capital na bolsa americana, contudo a abertura foi postergada.

## História
Após trabalhar por 12 anos no mercado financeiro internacional, o espanhol Sergio Furio ouviu da então namorada brasileira (atual esposa) que os juros cobrados no Brasil estavam entre os mais elevados do mundo. Ao constatar tal fato, ele pesquisou sobre a realidade do crédito no Brasil e desenvolveu um modelo de negócios com um amigo empreendedor e apresentou o projeto para a namorada: morar no Brasil com a missão de mudar o mercado de crédito. Eles desembarcaram em São Paulo, e Sergio começou a desenhar a BankFacil.
O primeiro passo foi contratar dois desenvolvedores e dois jornalistas para trabalharem juntos na produção de conteúdo digital de educação financeira e comparação de produtos financeiros - com foco em empréstimos e cartões de crédito. Já em 2013, a BankFacil deu um segundo passo, e começou a indicar seus clientes interessados em Empréstimo com Garantia de Imóvel para seus parceiros. No mesmo ano, a BankFacil adquiriu a Grana Aqui, que já operava no mercado, e fechou sua primeira rodada de investimentos, captando R$ 3 milhões.  Em 2014, a BankFacil começou a indicar clientes interessados em Empréstimo com Garantia de Veículo para parceiros.
Em junho de 2015, a BankFacil teve sua segunda rodada de investimentos, no valor de R$ 25 milhões, inicialmente dos investidores Redpoint eVentures, Quona Capital e QED Investors, completada em março de 2016 por Kaszek Ventures. No ano de 2016, a BankFacil originou seus primeiros créditos com garantia de imóvel, em abril, como para o empréstimo com garantia de veículo, em agosto.
Em 2017, a BankFacil reposicionou sua marca, tornando-se Creditas. Em fevereiro, aconteceu a terceira rodada de investimentos, com uma captação de R$ 60 milhões, liderada por International Finance Corporation (IFC), do Banco Mundial e Naspers, com participação de Redpoint eVentures, Kaszek Ventures, Quona Capital e QED Investors.
Em dezembro, a Creditas captou R$ 165 milhões em uma quarta rodada de investimento, liderada por Vostok Emerging Finance, com participação de Santander InnoVentures, Amadeus Capital Partners, Endeavor Catalyst, International Finance Corporation, Naspers, Kaszek Ventures,Quona Capital e QED Investors. No mesmo ano, a fintech levantou dois fundos de investimentos exclusivos para seus créditos: FIDC Auto & FIDC Home.
Em 2018, a Creditas lançou dois Certificados de Recebíveis Imobiliários (CRIs), e ultrapassou os 500 colaboradores.   . Em maio de 2018, foi a primeira fintech a solicitar autorização para operar uma Sociedade de Crédito Direto (SCD), na sequência da nova resolução do Banco Central (Resolução nº 4.656 de Abril 2018) - autorização foi concedida em janeiro de 2019. Os primeiros créditos foram emitidos pela Creditas SCD em maio de 2019.
Em junho de 2019, a Creditas anunciou sua quinta rodada de investimento no montante de R$ 900 milhões liderado pelo grupo japonês SoftBank, por meio dos seus fundos Vision e Innovation - este último criado em março de 2019 com foco exclusivamente em empresas de tecnologia da América Latina. Também participaram da rodada Vostok Emerging Finance, Santander InnoVentures e Amadeus Capital. 
Em agosto de 2019, a Creditas adquiriu a Creditoo, uma plataforma online especializada em empréstimo consignado para funcionários de empresas privadas. Com essa aquisição, a Creditas ampliou sua atuação no mercado de crédito consignado privado, permitindo que as empresas oferecessem esse benefício aos seus colaboradores, com descontos diretamente na folha de pagamento. A estratégia fortaleceu a posição da Creditas como uma das principais fintechs do Brasil, diversificando ainda mais suas soluções financeiras..
Em julho de 2021, a Creditas, adquiriu a Minuto Seguros, uma insurtech brasileira especializada em seguros digitais. A transação visou expandir o portfólio de produtos da Creditas, adicionando uma nova vertical de negócios voltada para seguros. A Minuto Seguros, fundada por Marcelo Blay, destacava-se por sua operação digital pioneira, oferecendo cotações em tempo real com diversas seguradoras, contratação e renovação digitais, gestão de sinistros e atendimento pós-venda. Na época da aquisição, a Minuto possuía cerca de 160 mil clientes ativos e uma carteira de aproximadamente R$ 250 milhões em prêmios anuais, com mais de 75% provenientes de seguros de automóveis.
Com a integração da Minuto Seguros, a Creditas fortaleceu sua vertical de carros, permitindo aos clientes acessar, por meio de um único aplicativo, uma gama completa de serviços relacionados a veículos, incluindo crédito com garantia do veículo, financiamento, compra, venda, troca e agora, seguros. Além disso, os clientes da Minuto passaram a ter acesso a produtos de crédito da Creditas, oferecendo soluções financeiras mais abrangentes. Marcelo Blay assumiu o cargo de vice-presidente da nova unidade de seguros da Creditas, mantendo-se como CEO da Minuto Seguros. A Redpoint eVentures, investidora tanto da Creditas quanto da Minuto, continuou como sócia da Creditas após a aquisição. Essa aquisição representou um passo significativo na estratégia da Creditas de diversificar e expandir seus serviços, integrando soluções de crédito e seguros para oferecer uma experiência mais completa e integrada aos seus clientes.
Em 2024, a empresa alcançou a marca de seu primeiro lucro, o que consolidou ainda mais sua posição no mercado. Por agora, planeja seguir expandindo suas operações no Brasil e no exterior, com o objetivo de se tornar uma das maiores empresas de serviços financeiros digitais do mundo. O possível plano de um IPO (oferta pública inicial) para captar recursos no mercado de ações tem sido discutido, embora ainda não tenha sido confirmado.

## Empréstimo com Garantia de Imóvel
O empréstimo com garantia de imóvel é uma modalidade de crédito que permite solicitar quantias elevadas, com longos prazos de pagamento e taxas de juros muito menores do que outros tipos de empréstimo, como cheque especial e o empréstimo pessoal tradicional por exemplo. É muito popular nos Estados Unidos e na Europa e é conhecido como Home Equity.
O empréstimo com garantia utiliza uma propriedade para garantir o pagamento das parcelas. Desta forma, a inadimplência cai consideravelmente, e a pessoa consegue o dinheiro com juros mais baixos e melhores condições.
Durante o período do empréstimo, a operação fica registrada em cartório  com alienação fiduciária do imóvel à instituição financeira, mas o bem continua no nome do proprietário e ele pode usufruir do imóvel, residindo ou alugando comercialmente. Não há necessidade de desocupar.

## Empréstimo com Garantia de Veículo
O empréstimo com garantia de veículo, também conhecido como refinanciamento de veiculo, é uma modalidade de crédito que permite solicitar quantias elevadas, chegando a 150 mil reais, com longos prazos de pagamento e taxas de juros muito menores do que outros tipos de empréstimo, como cheque especial e o empréstimo pessoal tradicional por exemplo.
Assim como na modalidade de imóvel, os juros destes empréstimos acabam sendo menores por conta do cliente oferecer um bem como garantia no caso de não pagamento da dívida. As taxas de juros e condições do empréstimo estão relacionadas ao perfil do cliente e às características do automóvel É feita a alienação fiduciária do veículo através de Gravame junto ao Detran, porém o cliente continua utilizando normalmente. É possível fazer a venda do bem mediante quitação do empréstimo.

## Empréstimo Consignado
O Empréstimo Consignado Creditas oferece crédito com taxas de juros baixas e parcelas fixas descontadas diretamente na folha de pagamento. Ele está disponível para colaboradores de empresas parceiras da Creditas, com valores de R$ 300 até R$ 70 mil, prazos de até 60 meses e possibilidade para negativados. A solicitação é simples, feita via app ou site, e a análise é rápida. A Creditas oferece condições favoráveis, como juros a partir de 1,49% ao mês, sem taxas ou seguros adicionais.

## Creditas Academy
A Creditas Academy é a Universidade Corporativa da Creditas. Após o processo de admissão e onboarding, os novos colaboradores das áreas com contato direto com o cliente passam um mês imersos em sala de aula. Essa é a primeira fase do programa denominado Starters (iniciantes, na tradução), com foco no mercado em que a fintech está inserida e com detalhes sobre o produto e processo.
A segunda fase dos Starters é ainda mais focada na prática e já ocorre na Operação - com mais dois meses em times específicos de novatos, gestão e rituais próprios e momentos de aprendizado teórico.
Os treinamentos não se restringem aos recém-ingressados à empresa. No programa Boost (impulso, na tradução), o foco é potencializar competências e performance dos colaboradores com mais de seis meses de Operação.

## Creditas Benefícios
A Creditas Benefícios oferece um pacote de vantagens para empresas, sem custos para elas, com foco em facilitar a gestão de benefícios e aumentar a satisfação dos colaboradores. Entre os benefícios estão: empréstimos consignados com condições vantajosas, antecipação salarial sem juros, cartão de benefícios flexíveis (com VA, VR, etc.), e programas de educação financeira. Tudo é gerido de forma simples e prática por meio de uma plataforma online, o Portal do RH. Isso ajuda a melhorar a atração e retenção de talentos e a produtividade das equipes.

## Premiações
Fevereiro de 2017: Foi considerada uma das 10 empresas mais inovadoras da América Latina, na 4º posição do ranking regional da Fast Company (uma das publicações de tecnologia mais importantes do mundo);
Junho de 2017: Foi apontada pela CB Insights como uma das empresas mais promissoras do mundo entre 250 empresas;
Janeiro de 2018: Foi considerada uma das 10 melhores empresas, entre as PMEs, para se trabalhar pelo Love Mondays, ocupando o 9º lugar do ranking;
Setembro de 2018: Ficou no segundo lugar do ranking "Top Startups 2018: as 25 startups mais desejadas do Brasil", do LinkedIn;
Janeiro de 2019: Foi considerada uma das três melhores empresas, entre as grandes empresas, para se trabalhar pelo Love Mondays, ocupando o 3º lugar do ranking.